# Hawaii barlangi tücsök
A hawaii barlangi tücsök (Thaumatogryllus cavicola) a rovarok (Insecta) osztályának egyenesszárnyúak (Orthoptera) rendjébe, ezen belül a valódi tücskök (Gryllidae) családjába tartozó faj.

## Előfordulása
A hawaii barlangi tücsök endemikus élőlény Hawaii szigetein. Sehol máshol nem fordul elő. A hawaii barlangi tücsök egy 'lávaspecialista'.
Hawaii több száz szigetből áll, melyek mind vulkanikus tevékenység során keletkeztek. Jelenleg is több működő tűzhányó van a szigeteken.

## Megjelenése
A felnőtt egyed 10-15 milliméter hosszú. Tojásai 4×1 mm-esek, hengeres alakúak.

## Életmódja
A hawaii barlangi tücsök az evolúció egy érdekes példája. A szigeteken a tűzhányók időnként, vagy rendszeresen lávát lövellnek ki. A kilövellt láva idővel kihűl és néha különböző formákat alkot, így néha barlangok is képződnek lávából. A barlangi tücsök alkalmazkodott a helyi speciális körülményekhez és táplálékát részben a kihűlő félben lévő lávarétegről gyűjti be. Főleg a barlangok mennyezetén mozog. A környék rovarjai elkábulhatnak a lávából felszálló gőzök és hő miatt. A tücsök összeszedi a elpusztult rovarokat és megeszi. Másik táplálékszerző módszere a lávabarlangokba tévedt rovarok elejtése.
A hawaii barlangi tücsök nem jól lát, de nincs is szüksége látásra, szaglószerveivel érzékeli a táplálékot. A hawaii barlangi tücsöknek is van ellensége, a barlangi vadászpók, mely könnyen el tudja kapni a tücsköt, például ha a talajra merészkedik.